# Wigbold van der Does van Noordwijk
Wigbold Johan Theodoor van der Does van Noordwijk (Den Haag, ged. 20 juli 1726 - Den Haag, 31 maart 1787), heer van Noordwijk, Ter Lucht, Sint Anthoniepolder, Offem en Langeveld, lid van het geslacht Van der Does, was een lid van de regentenklasse in het gewest Holland en fervent aanhanger van de Oranjepartij in de tijd van de Patriotten.

## Biografie

### Afkomst en privéleven
Wigbold baron van der Does, telg uit een oud Hollands adellijk geslacht, werd in Den Haag geboren als zoon van baron Steven van der Does en Theodora Odilia Doys. Zijn vader was hoogheemraad van Schieland, baljuw van Hulst en gecommitteerde in de Admiraliteit van Amsterdam. Wigbold van der Does had twee zusters en een jongere broer genaamd Gerlach, die het zou brengen tot president van de Rekenkamer. Van der Does trouwde op 31 oktober 1751 in de Haagse Grote of Sint-Jacobskerk met Wilhelmina Margaretha van Wassenaer (1723-1791), dochter van Carel Lodewijk baron van Wassenaer, heer van Doeveren, telg uit het geslacht Wassenaer. Wigbold van der Does en Wilhelmina van Wassenaer zouden twee dochters krijgen. In Den Haag bezat het echtpaar aan de noordzijde van de Lange Poten een huis genaamd het Hotel van Brunswijk, welk baron van der Does in 1732 had geërfd van zijn vader. Vanaf 1766 beschikte het echtpaar tevens aan het Lange Voorhout over een huis met tuin, stalling en koetshuis. Wigbold van der Does was lid van de Maatschappij der Nederlandse Letterkunde.

### Loopbaan
De baron volgde zijn vader in diens voetsporen en werd in zijn regentencarrière hoogheemraad, baljuw en dijkgraaf van het Hoogheemraadschap van Rijnland, baljuw en schout van Den Haag. Naast deze voorname banen had baron van der Does een grote schare aan bijbanen. Zo was hij kastelein en drossaard van Heusden, hoofdingeland van het Hoogheemraadschap van Delfland, commissaris van 's Lands Posterijen, raad en rentmeestergeneraal van de abdijen van Leeuwenhorst en Rijnsburg, luitenant-houtvester en jagermeester van Holland en West-Friesland en van 1781 tot zijn dood curator van de Universiteit Leiden.

### Ridderschap
In 1755 werd Van der Does lid van de Ridderschap van Holland. Uit dien hoofde verkreeg hij nog een aantal nevenfuncties, waaronder gecommitteerde bij de Generaliteitsrekenkamer van 1770 tot 1772, gevolgd door een benoeming tot ordinaris-gedeputeerde ter Staten-Generaal, van 1772 tot 1775. Daarna was hij gecommitteerde bij de Raad van State van 1775 tot 1781 en als laatste lid van de Gecommitteerde Raden van Holland in het Zuiderkwartier, welke functie hij uitoefende van 1781 tot zijn dood.

## Oranjepartij

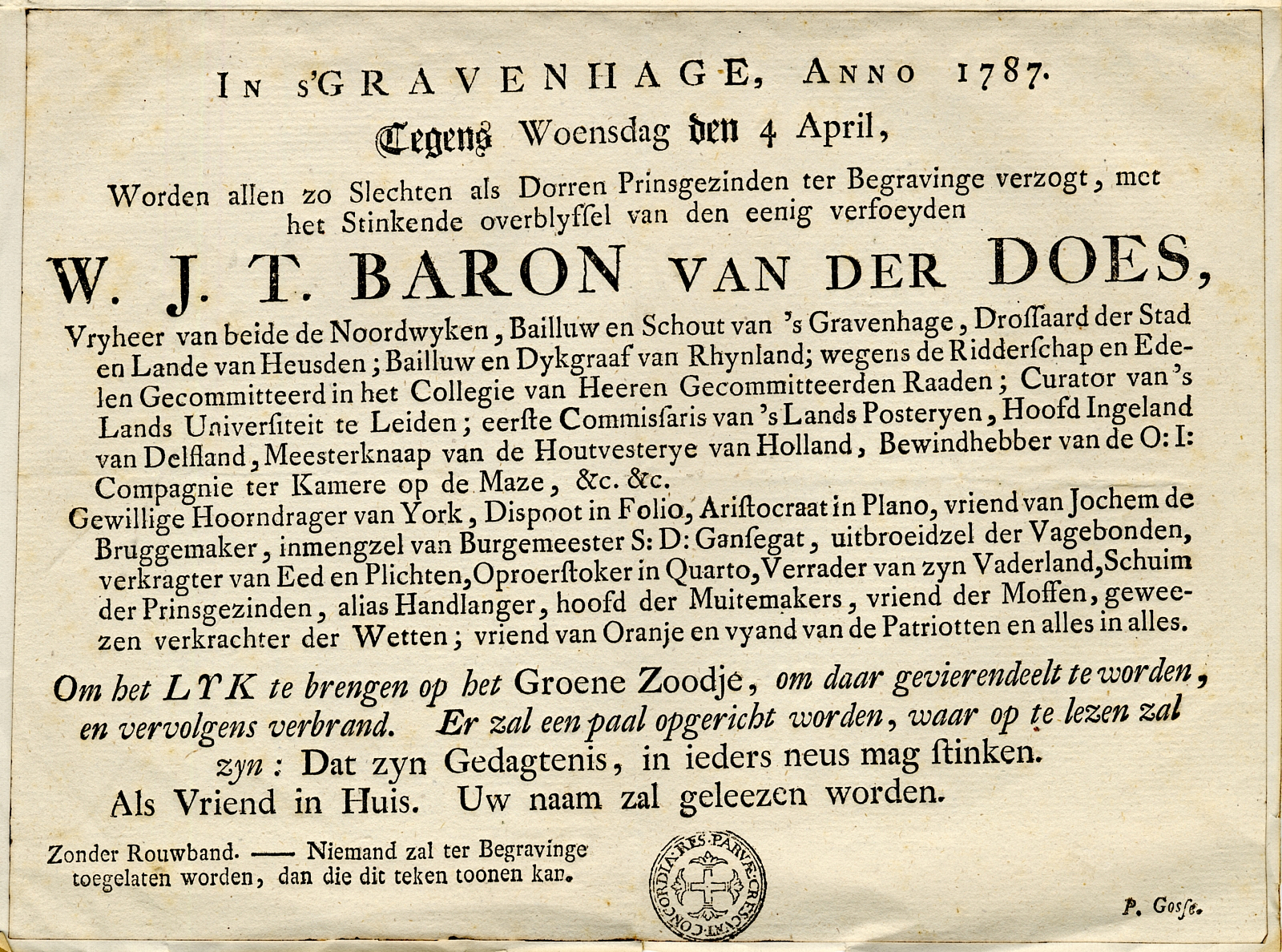
Spottende uitnodiging voor de ter aarde bestelling van baron Wigbold van der Does

Tijdens de patriottentijd, toen vele Nederlanders democratisering wilden stimuleren en af wilden van het absolutisme van de falende stadhouder Willem V, koos baron van der Does de zijde van de orangisten. Met zijn felle anti-patriottische houding maakte hij zich ongeliefd bij zijn tegenstanders. De mate waarin bleek duidelijk toen baron van der Does in 1787 overleed. Er verscheen een minachtend en spottend pamflet met een oproep voor zijn ter aarde bestelling. (zie afbeelding) De Leidse patriotten die het opstelden noemden hem onder andere een uitbroeidzel der Vagebonden, verkragter van Eed en Plichten, Oproerftoker in Quarto, verrader van zyn Vaderland, Schuim der Prinsgezinden, (...) vriend der Moffen.

## Nalatenschap
Wigbold van der Does kreeg geen zonen. Zijn dochters Theodora en Johanna konden als vrouw zijnde slechts erven indien er geen mannelijke familieleden meer in leven waren. Na zijn dood gingen daarom de heerlijkheden uit zijn bezit over op zijn broer Gerlach Jan Doys van der Does, de laatste mannelijke telg uit het geslacht Van der Does, wiens huwelijk met Herbertina van der Heim kinderloos bleef. Na diens dood gingen de goederen alsnog over op de oudste dochter van Wigbold van der Does, Theodora, die getrouwd was met graaf Leopold van Limburg Stirum, een der leden van het beroemde Driemanschap van 1813. Op deze wijze kwamen de bezittingen uiteindelijk in handen van het geslacht Van Limburg Stirum.